# Rescaldina
Rescaldina là một đô thị ở tỉnh Milano, vùng Lombardia của Italia, khoảng 25 km về phía tây bắc của Milano. Tại thời điểm ngày 31 tháng 12 năm 2004, đô thị này có dân số 13.359 và diện tích là 8,2 km².
Đô thịRescaldina gồm cácfrazione (subdivision) Rescalda.
Rescaldina giáp các đô thị: Cislago, Gorla Minore, Gerenzano, Marnate, Uboldo, Castellanza, Legnano, Cerro Maggiore.